# Отечество — Вся Россия
«Отечество — Вся Россия» (ОВР) — российский избирательный блок, существовавший в России с 1998 по 2002 год. Образован из движения ОПОО «Отечество» под председательством мэра Москвы Юрия Лужкова и движения «Вся Россия» под председательством глав регионов — президентов республики Татарстан Минтимера Шаймиева, республики Башкортостан Муртазы Рахимова, республики Ингушетии Руслана Аушева и губернатора Санкт-Петербурга Владимира Яковлева.
1 декабря 2001 года состоялся съезд «Союза общественных объединений Единство—Отечество — Вся Россия», на котором союз был преобразован в политическую партию ВПП Единая Россия. 9 апреля 2002 года состоялся IV съезд ОПОО «Отечество», на котором было принято решение о самороспуске организации.

## История

### ОПОО Отечество

Эмблема ОПОО «Отечество»

19 ноября 1998 года по инициативе мэра Москвы Юрия Лужкова был образован оргкомитет Общероссийской политической общественной организации ОПОО «Отечество» в состав которого вошли Александр Владиславлев, Борис Громов, Татьяна Дмитриева, Александр Исаев, Михаил Калашников, Александр Калягин, Иосиф Кобзон, Андрей Кокошин, Екатерина Лахова, Виктор Мишин, Виктор Садовничий, Юрий Сенкевич, Артур Чилингаров, Карен Шахназаров и др. 19 декабря 1998 года состоялся учредительный I съезд ОПОО «Отечество» в работе которого приняло участие 1125 делегатов съезда из 88 регионов России. Съезд единогласно избрал председателя / лидера Юрия Лужкова.
24 апреля 1999 года в Ярославле, состоялся II съезд Общероссийской политической общественной организации «Отечество».

### Вся Россия
22 мая 1999 года, в Санкт-Петербурге состоялся учредительный съезд блока «Вся Россия». Учредителями блока выступили главы регионов президентов республики Татарстан Минтимера Шаймиева, республики Башкортостан Муртазы Рахимова, республики Ингушетии Руслана Аушева и губернатора Санкт-Петербурга Владимира Яковлева, а также движение и одноимённая думская фракция «Российские регионы». Членство в блоке «Вся Россия» зафиксировали (войдя в состав оргкомитета или Политсовета блока) 24 члена Совета Федерации: Руслан Аушев, Василий Бочкарев, Владимир Варнавский, Борис Говорин, Анатолий Гужвин, Виктор Давыдов, Аслан Джаримов, Александр Дзасохов, Геннадий Игумнов, Виктор Ишаев, Сергей Катанандов, Юрий Медведев, Фарид Мухаметшин, Руслан Плиев, Леонид Полежаев, Муртаза Рахимов, Сергей Собянин, Пётр Сумин, Константин Толкачёв, Николай Фёдоров, Александр Филипенко, Владимир Чуб, Минтимер Шаймиев, Владимир Яковлев. Из примерно 40 членов инициативной группы блока «Вся Россия» как минимум пятеро (члены Совета Федерации Бочкарев, Гужвин, Игумнов, Сумин, Собянин) параллельно принимали участие в инициативной группе конкурирующего губернаторского блока «Голос России» Константина Титова.
20 августа 1999 года, в Уфе состоялся II съезд, на котором блок был преобразован в одноимённое Межрегиональное общественно-политическое движение МОПД «Вся Россия».

## Создание блока
21 августа 1999 года на втором этапе II съезда ОПОО «Отечество» проходивший в Москве председатель Юрий Лужков выступил с докладом к делегатам съезда на котором сообщил о совместном создании избирательного блока «Отечество — Вся Россия». Его учредителями выступило ОПОО «Отечество» и движение «Вся Россия» под председательством глав регионов президентов республики Татарстан Минтимера Шаймиева, республики Башкортостан Муртазы Рахимова, республики Ингушетии Руслана Аушева и губернатора Санкт-Петербурга Владимира Яковлева, так же Аграрная партия России. Председателем избирательного блока «Отечество — Вся Россия» был избран Евгений Примаков.
28 августа 1999 года в Москве состоялся учредительный съезд избирательного блока «Отечество — Вся Россия» (ОВР), состоящий из движения «Вся Россия» и объединения «Отечество». Председателями блока были избраны Евгений Примаков и Юрий Лужков. учредителями блока были ОПОО Отечество, Регионы России (Вся Россия ещё не была зарегистрирована), АПР, ХДС.
4 сентября 1999 года был зарегистрирован Центризбиркомом РФ. Первую «тройку» составили Евгений Примаков, Юрий Лужков и Владимир Яковлев. Избирательным штабом руководил Георгий Боос, его первым заместителем был Владимир Медведев. В процессе формирования блока «Отечество» покинуло движение «Женщины России».
25 ноября 1999 года была учреждена молодёжная организация «Молодёжный союз Отечества».

Агитплакат Блока ОВР: слева направо Лужков, Примаков, Яковлев

## Выборы
Блок считался фаворитом выборов. Однако в ходе избирательной кампании потерял значительное количество сторонников, переориентировавшихся на Межрегиональное движение «Единство» («Медведь»), получившее поддержку премьер-министра Владимира Путина.
Избирательная кампания финансировалась нефтяным концерном «Лукойл» (спонсором «Всей России») и АФК «Система» (близкой к мэрии Москвы).
Более чем за месяц до выборов, в самом начале ноября 1999 года Евгений Примаков заявил, что ОВР рассчитывает занять не менее 25 % мест в российском парламенте. (Спустя два года он отмечал, что «мы получили всего 13,5 процента на выборах, рассчитывая на больший процент»).
На Выборах в ГосДуму РФ блок набрал 13,3 % голосов и получил 37 мест в Государственной думе 3-го созыва. По одномандатным округам были избраны 32 кандидата блока, в том числе Георгий Боос, Оксана Дмитриева, Олег Морозов, Валерий Драганов, Александр Жуков, Артур Чилингаров, Михаил Лапшин, Мартин Шаккум.
По итогам выборов блок ОВР получил право сформировать фракцию в Государственной думе РФ 3 созыва.

## Фракция в Госдуме РФ
Отечество — Вся Россия (сокращённо ОВР, в сентябре — декабре 2003 носила название «Отечество — Единая Россия») — фракция в Государственной думе РФ 3 созыва, сформированная на основе одноимённого Блока «Отечество — Вся Россия».
Ещё до проведения первого заседания, внутри избирательного блока начались трения, связанные с тем, что часть входящих в него политических сил была склонна переориентироваться на Владимира Путина и поддержать его кандидатуру на предстоявших президентских выборах. В результате уже на первом заседании Госдумы часть депутатов отказалась войти во фракцию и зарегистрировала депутатскую группу «Регионы России». Во фракцию ОВР первоначально вошли 46 человек, в группу «Регионы России» — 39.
Начало работы Госдумы ознаменовалось разделением почти всех важнейших парламентских должностей между двумя крупнейшими фракциями — «Единство» и КПРФ, к которым присоединилась депутатская группа «Народный депутат» и фракция ЛДПР (депутаты, избранные по списку «Блока Жириновского»). Согласно пакетному соглашению, фракции ОВР достался лишь один пост председателя комитета — по делам СНГ и связям с соотечественниками. В знак протеста (формально против безальтернативного избрания Председателя Госдумы, в качестве которого большинством был утверждён Геннадий Селезнёв) депутаты от ОВР вместе с представителями фракций СПС и «ЯБЛОКО» покинули первое заседание Госдумы (18 января). Кандидат от фракции на должность Председателя Госдумы Евгений Примаков снял свою кандидатуру. Фракция принимала участие в работе Координационного совета фракций меньшинства (вместе с СПС и «ЯБЛОКОМ»).
После отказа Евгения Примакова участвовать в президентских выборах, во фракции победила линия на сближение с «Единством», её руководство выразило свою поддержку Путину, ставшему к тому времени Исполняющим обязанности Президента России. В результате в Госдуме сформировалось новое «центристское» большинство, в которое помимо ОВР и «Единства» вошли депутатские группы «Регионы России» и «Народный депутат».
9 февраля 2000 года представитель фракции Борис Пастухов занял должность председателя Комитета по делам СНГ и связям с соотечественниками. 17 марта 2000 года пост председателя вновь образованного Комитета по делам ветеранов занял представитель фракции Виктор Куликов.
В 2000 году Отечество — Вся Россия поддержала законопроект о введении с 1 января 2001 года вместо прогрессивной плоской шкалы подоходного налога.

## Объединение и роспуск
12 июля 2001 года состоялся учредительный съезд «Союза общественных объединений Единство и Отечество», учредителями которого выступили Партия Единство и движение Отечество.
27 октября 2001 года — в Колонном зале Дома Союзов состоялись III съезд ОПОО «Единство» и II съезд «Союза общественных объединений Единство и Отечество», на котором в состав союза вошло движение «Вся Россия».
1 декабря 2001 года на учредительном съезде в Кремле партия «Единство», «Отечество» и «Вся Россия» объединились в партию «Единая Россия». Сопредседателями новой партии стали Юрий Лужков, Минтимер Шаймиев и Сергей Шойгу.
9 апреля 2002 года состоялся IV съезд ОПОО «Отечество», на котором было принято решение о самороспуске организации.
В 2002 году, после разрыва соглашения о разделении думских постов между «Единством» и КПРФ, ОВР получает дополнительные должности в парламенте — посты председателей Комитетов по государственному строительству, по делам Федерации и региональной политике и по аграрным вопросам (изъятые у фракции КПРФ и Агропромышленной депутатской группы).

## Фракция ОВР в Госдуме
| Руководитель фракции - Примаков, Евгений Максимович (2000—2001) - Володин, Вячеслав Викторович (2001—2003) Заместитель Председателя Государственной Думы по квоте фракции - Боос, Георгий Валентинович (2000—2003) | Председатели Комитетов Государственной Думы - Пастухов, Борис Николаевич — по делам СНГ и связям с соотечественниками (2000—2003) - Кокошин, Андрей Афанасьевич — по делам СНГ и связям с соотечественниками (2003) - Гребенников, Валерий Васильевич — по государственному строительству (2002—2003) - Гришин, Виктор Иванович — по делам Федерации и региональной политики (2002—2003) - Кулик, Геннадий Васильевич — по аграрным вопросам (2002—2003) - Куликов, Виктор Георгиевич — по делам ветеранов (2000—2003) |

#### Архив официального сайта ОПОО ОТЕЧЕСТВО
интернет-домен: www.otech.ru

| - Апрель 2002 год - Ноябрь 2001 год | - Август 2001 год - Июнь 2001 год | - Апрель 2001 год - Декабрь 2000 год | - Октябрь 2000 год - Ноябрь 1999 год |